# Landesliga Niedersachsen
Landesliga Niedersachsen is een Duitse voetbalcompetitie voor teams uit de deelstaat Nedersaksen. De competitie is te vinden op het 6de niveau van het Duitse voetbalsysteem. De competitie is onderverdeeld in vier regionale reeksen (Braunschweig, Hannover, Lüneburg en Weser-Ems).
Landesliga Braunschweig:
BSC Acosta ·
FC Germania Bleckenstadt ·
Bovender SV ·
FT Braunschweig ·
TSC Vahdet Braunschweig · 
VfB Fallersleben ·
FC Türk Gücü Helmstedt ·
SSV Kästorf · 
I. SC Göttingen 05 ·
SVG Göttingen 07 ·
SV Lengede · 
SSV Nörten-Hardenberg ·
FC Eintracht Northeim ·
TuSpo Petershütte ·
SV Union Salzgitter ·
MTV Wolfenbüttel

Landesliga Hannover:
TSV Barsinghausen ·
SV Bavenstedt ·
VfL Bückeburg ·
STK Eilvese ·
FC Eldagsen · 
VfR Evesen ·
SC Hemmingen-Westerveld ·
OSV Hannover ·
SV Newroz Hildesheim ·
SV Iraklis Hellas ·
TSV Krähenwinkel/Kaltenweide · 
FC Lehrte ·
TSV Mühlenfeld ·
TSV Pattensen ·
SV Ramlingen-Ehlershausen ·
HSC BW Schwalbe-Tündern ·
TSV Wetschen ·
1. FC Wunstorf

Landesliga Lüneburg:
SV Ahlerstedt/Ottendorf · 
TSV Bardowick ·
SV Blau-Weiß Bornreihe ·
SV Rot-Weiss Cuxhaven ·
Drochtersen/Assel II · 
TSV Etelsen ·
FC Hagen/Uthlede · 
TuS Harsefeld ·
SV Lindwebel-Hope ·
Lüneburger SK Hansa ·
MTV Treubund Lüneburg · 
TuS Neetze ·
TSV Ottersberg ·
MTV Römstedt ·
Rotenburger SV ·
TSV Jahn Schneverdingen ·
TB Uphusen

Landesliga Weser-Ems:
SV Bad Bentheim ·
SV Bevern · 
TV Dinklage · 
SSC Dodeheide ·
Grün-Weiß Firrel · 
BV Garrel ·
SV Viktoria Gesmold
SV Holthausen-Biene ·
VfL Germania Leer ·
SC Melle 03 · 
Grün-Weiß Mühlen · 
SV Vorwärts Nordhorn ·
SC Blau-Weiß Papenburg · 
FC Schüttorf 09 ·
SFN Vechta ·
VfL Wildeshausen
Baden ·
Bayern ·
Berlin ·
Bremen ·
Brandenburg ·
Hamburg ·
Verbandsliga Hessen ·
Mecklenburg-Vorpommern ·
Niederrhein ·
Niedersachsen ·
Mittelrhein ·
Rheinlandliga ·
Saarlandliga ·
Sachsen ·
Sachsen-Anhalt ·
Schleswig-Holstein ·
Südwest ·
Südbaden ·
Thüringen ·
Westfalen ·
Württemberg